# Mưa lũ miền Bắc Việt Nam 2015
Mưa lũ miền Bắc Việt Nam là một tổ hợp thiên tai ảnh hưởng đến các tỉnh miền Bắc Việt Nam trong khoảng thời gian cuối tháng 7 - đầu tháng 8 năm 2015. Đây là thiên tai gây ra thiệt hại rất lớn, làm đình trệ sản xuất, ảnh hưởng đến nhiều ngành công nghiệp ở phía Bắc Việt Nam, nhất là ngành than. Nó cũng làm cho một trận đấu tại vòng 19 V-League bị lùi lại tới 2 lần.
Đợt mưa này bắt đầu vào ngày 24 tháng 7 năm 2015 khi một rãnh áp thấp di chuyển từ phía Trung Quốc xuống, đem đến những trận mưa đầu tiên nhưng không đáng kể. Ngày hôm sau, rãnh thấp trở thành dải hội tụ nhiệt đới, hút các khối mây giông và gió ẩm hình thành vùng xoáy thấp có tâm lên đến độ cao 5000m, nằm ngay trên vùng biển ngoài khơi Quảng Ninh - Hải Phòng. Vùng xoáy thấp đã đem đến hàng loạt trận mưa như trút nước xuống các tỉnh thành miền Bắc, đặc biệt là mưa lượng lớn ở các tỉnh miền núi như Quảng Ninh, Cao Bằng, Lạng Sơn, Lai Châu, Bắc Kạn.
Đợt mưa lớn này đã phá hàng loạt kỷ lục lịch sử tại Việt Nam. Đặc biệt, trận lũ xảy ra sau mưa được coi là trận lũ tồi tệ nhất trong 40 năm.

## Hình thế gây mưa

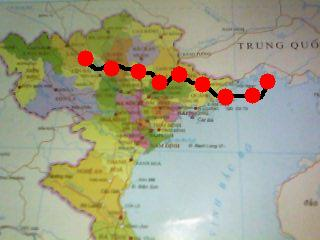
Đường đi (minh họa, không chính thức) của vùng xoáy thấp gây mưa

Ngày 23 tháng 7 năm 2015, một rãnh áp thấp được nén bởi bộ phận áp cao lục địa từ Trung Quốc di chuyển xuống Bắc Bộ Việt Nam. Từ ngày 24 tháng 7 năm 2015, các tỉnh miền Bắc và Bắc Trung Bộ Việt Nam có mưa diện rộng. Ngày 25 tháng 7 năm 2015, rãnh thấp trở thành dải hội tụ nhiệt đới, hút các khối mây giông và gió ẩm hình thành một vùng xoáy thấp được phát triển lên đến độ cao 5000m nằm nhiều ngày trên Vịnh Bắc Bộ, sau đó di chuyển vào Đông Bắc Bắc Bộ.
Vùng xoáy thấp dịch chuyển dần về phía Tây, kéo theo đó là vùng mưa mở rộng ra các tỉnh phía Tây Bắc Bộ và Bắc Trung Bộ. Ngày 3 tháng 8, vùng xoáy thấp bắt đầu suy yếu và vào ngày 4 tháng 8 thì tan hẳn trên khu vực Thượng Lào, đồng nghĩa với việc đợt mưa chấm dứt trên toàn khu vực Bắc Bộ Việt Nam.
Hiện tượng El Nino được cho là nguyên nhân chính gây ra lũ lụt tại Việt Nam và nhiều nước Đông Nam Á-Nam Á cuối tháng 7, đầu tháng 8 năm 2015.

## Diễn biến mưa
Đợt mưa lũ này được chia làm hai giai đoạn: Giai đoạn thứ nhất từ ngày 24 tháng 7 đến 30 tháng 7 năm 2015; Giai đoạn thứ hai là từ ngày 31 tháng 7 đến ngày 4 tháng 8 năm 2015.

### Giai đoạn thứ nhất
Do vùng thấp nằm nhiều ngày trên Vịnh Bắc Bộ trong giai đoạn này nên mưa tập trung chủ yếu ở ven biển, trong đó tỉnh Quảng Ninh chịu tác động trực tiếp của hệ thống.
Ban chỉ đạo trung ương về phòng chống thiên tai (của Việt Nam) cho biết, trong thời gian từ 26 đến 27 tháng 7 ở khu vực ven biển Quảng Ninh có mưa rất to với lượng trung bình từ 200-300mm. Có những điểm mưa lượng khá như Cửa Ông là 555mm, Cô Tô là 381mm. Ở Vịnh Bắc Bộ có gió mạnh cấp 6 giật cấp 7, cấp 8 (theo thang sức gió Beaufort).

### Giai đoạn thứ hai
Khi vùng xoáy thấp dịch chuyển vào đất liền, vùng mưa lũ mở rộng ra toàn miền Bắc và Bắc Trung Bộ từ đêm ngày 31 tháng 7. Quảng Ninh vẫn là tâm điểm mưa lũ khi ở vùng Yên Tử có lượng mưa lên đến khoảng 700mm.
Từ ngày 31 tháng 7 đến ngày 4 tháng 8, xuất hiện một đợt lũ lớn trên hệ thống các con sông ở miền Bắc. Đỉnh lũ trên các sông đạt mức cao nhất, báo động 3 (theo thang cảnh báo lũ Việt Nam) vào ngày 3 tháng 8. Ngày 4 tháng 8, đợt mưa chính thức kết thức khi vùng xoáy thấp tan biến và rãnh thấp yếu đi.

## Ảnh hưởng

### Ngưng việc
Ngày 6-8, Tập đoàn Công nghiệp than - khoáng sản cho biết, có tới 30 ngàn công nhân của họ vẫn chưa có thể đi làm lại.

### Mất điện
Tổng Công ty Điện lực miền Bắc (EVNNPC) loan báo vào ngày 3 tháng 8, hơn 1,2 vạn khách hàng ở 27 tỉnh miền Bắc Việt Nam không có điện do mưa lũ. Đến ngày 5 tháng 8, nhiều hộ dân vẫn chưa có điện.

### Ô nhiễm môi trường
Tổ chức quốc tế bảo vệ môi trường, chuyên về các nguồn nước sạch Waterkeeper Alliance nói nước tràn ra từ các mỏ than và ba nhà máy nhiệt điện, chứa đầy chất bùn than độc hại, trong đó có cả các chất kim loại nặng arsenic, boron, barium, cadmium, chromium, chì, manganese, selenium và thallium, cụ thể là lũ lụt nghiêm trọng ở khu vực cảng Làng Khánh và sông Diễn Vọng đang cuốn theo lượng nước ô nhiễm từ nhà máy nhiệt điện Quảng Ninh đổ ra Vịnh Hạ Long.

## Thiệt hại
Mưa bão dữ dội ở miền bắc tính đến ngày 6.8 đã làm hư hại 3 ngàn ngôi nhà, 38 người chết hoặc mất tích  và nhấn chìm nhiều mỏ than lớn, gây quan ngại về nguy cơ ô nhiễm môi trường nghiêm trọng cho các cộng đồng địa phương và cho cả Vịnh Hạ Long. Theo trang web chính thức của Chính phủ, thiệt hại vật chất ước tính lên tới 2 nghìn tỷ đồng (khoảng gần 92 triệu đô la Mỹ), trong đó chừng phân nửa là thiệt hại của Tập đoàn công nghiệp Than và Khoáng sản Việt Nam (Vinacomin).

## Quảng Ninh
thiệt hại rất nặng nề khi tại Cửa Ông sau 9 ngày có lượng mưa xấp xỉ 1.500 mm

### Lạng Sơn
Toàn tỉnh Lạng Sơn có 154 nhà bị ngập, 35 nhà bị sập, hư hỏng do sạt lở đất, đá. Ngập cục bộ khoảng 1.500ha lúa, trên 340ha rau màu bị ngập cục bộ. Một số gia súc, gia cầm, thủy sản bị nước cuốn trôi. 12 công trình thủy lợi bị hư hỏng.

### Thanh Hóa
Ngày 4 tháng 8, lũ từ thượng nguồn đổ về đã cuốn phăng cây cầu sắt bắc qua sông Mã ở xã Thanh Xuân, huyện Quan Hóa (Thanh Hóa) trôi về phía hạ lưu. Cây cầu được xây dựng với chi phí ước tính hơn 20 tỷ đồng và mới đưa vào sử dụng được hai tháng.
Tổng cộng mưa lũ ở tỉnh này đã khiến 3 người chết, 7 người mất tích; gần 90 hộ dân bị ngập lụt, 2 ngôi nhà bị cuốn trôi, 1 Trạm y tế bị ngập; hàng trăm diện tích lúa mùa, ngô và hoa màu bị ngập; sạt lở hàng trăm mét đê sông Chu và sông Mã; trôi một chiếc cầu treo...Thiệt hại ước tính khoảng 71 tỷ đồng.

## Vòng 19 V-League
Do ảnh hưởng của đợt mưa lũ này, một trận đấu tại vòng 19 Giải bóng đá vô địch quốc gia Việt Nam là trận đấu giữa Than Quảng Ninh và Hoàng Anh Gia Lai đã bị lùi lại tới 2 lần, đến ngày 5 tháng 8. Trước đó, theo lịch thi đấu từ Ban tổ chức V-League thì trận đấu này sẽ diễn ra vào ngày 2 tháng 8, nhưng do câu lạc bộ Than Quảng Ninh gửi công văn đề nghị đổi lịch thi đấu để khắc phục hậu quả đợt mưa lũ nên Công ty Cổ phần Bóng đá chuyên nghiệp Việt Nam (VPF) và Liên đoàn bóng đá Việt Nam (VFF) đã đồng ý dời lịch thi đấu sang ngày 4 tháng 8. Đến ngày 3 tháng 8, lãnh đạo Ủy ban nhân dân tỉnh Quảng Ninh đã có công văn hỏa tốc yêu cầu đình chỉ các hoạt động vui chơi giải trí trên địa bàn của tỉnh để tập trung khắc phục hậu quả nghiêm trọng về người và của sau trận lũ lịch sử nên chiều hôm đó, VPF đã họp với hai đội quyết định dời lịch thi đấu đến ngày 5 tháng 8. Trước trận đấu, các cầu thủ đội khách Hoàng Anh Gia Lai đã quyên góp ủng hộ đồng bào tỉnh Quảng Ninh.